# Giacomo Puccini
Giacomo Antonio Domenico Michele Secondo Maria Puccini (født 22. december 1858, død 29. november 1924) var en italiensk komponist, hvis operaer som La Bohème, Tosca, Madama Butterfly og Turandot er blandt de hyppigst opførte. Nogle af hans arier som "O mio babbino caro" fra Gianni Schicchi, "Che gelida manina" fra La Bohème og "Nessun dorma" fra Turandot er meget populære.

## Puccinis tidlige liv
Puccini blev født i Lucca i Toscana i en familie, der havde været musikere i fem generationer og som omfattede komponisten Domenico Puccini. Faderen døde, da Giacomo var fem år gammel, og han blev sendt i skole hos sin onkel Fortunato Magi, der betragtede ham som en fattig og udisciplineret elev. Senere blev Puccini organist og kormester i Lucca, men det var først, da han så en opførelse af Verdis Aida, at han blev inspireret til en karriere som operakomponist. Han og hans bror, Michele, gik 30 km for at se opera i Pisa.
I 1880 blev Puccini indskrevet på konservatoriet i Milano ved hjælp fra en slægtning og et stipendium. Her studerede han komposition hos Amilcare Ponchielli og Antonio Bazzini. I en alder af 21 år komponerede han sin Messa, som markerer kulminationen på hans families lange forbindelse med kirkemusikken i Lucca. Selv om Puccini selv korrekt gav værket titlen Messa med henvisning til, at det er en komposition til den katolske messe, kendes værket i dag som hans Messa di Gloria, der kun henviser til de to første bønner, Kyrie og Gloria, men ikke dækker Credo, Sanctus og Agnus Dei.
Værket viser frem mod Puccinis karriere som operakomponist og giver glimt af de dramatiske effekter, som han snart skulle bringe frem på scenen; de effektfulde "arier" for tenor- og bassolist er mere dramatiske end normalt i kirkemusik, ligesom værkets orkestrering og dramatik er interessant og kan sammenlignes med Verdis Requiem.
Mens han studerede på konservatoriet, fik han en libretto fra Ferdinando Fontana og tilmeldte sig en konkurrence om en opera i én akt i 1882. Selv om han ikke vandt, nåede Le villi scenen i 1884 på Teatro Dal Verme og vakte interesse hos Giulio Ricordi, der var leder af G. Ricordi & Co.'s musikforlag: Han bestilte en ny opera, Edgar i 1889.

## Puccini i Torre del Lago
Fra 1891 brugte Puccini det meste af sin tid i Torre del Lago, et lille samfund omkring 25 km fra Lucca mellem det Tyrrhenske Hav og Massaciuccolisøen, lige syd for Viareggio. Han lejede et hus og gik på jagt, men besøgte regelmæssigt Lucca. I 1900 købte han jord ved søen og byggede en villa, der er kendt som "Villa Museo Puccini". Han boede der til 1921, hvor forurening fra et tørveværk tvang ham til at flytte til Viareggio, få kilometer mod nord. Efter hans død blev der mausoleum i Villa Puccini: Komponisten ligger begravet i kapellet sammen med sin kone og søn. "Villa Museo Puccini" ejes af hans barnebarn Simonetta Puccini og er åbent for offentligheden.

### Operaer skrevet i Torre del Lago
- Manon Lescaut (1893) var Puccinis tredje opera og hans første store succes. Den indledte hans bemærkelsesværdige samarbejde med tekstforfatterne Luigi Illica og Giuseppe Giacosa, der arbejdede med ham om de næste tre operaer, som blev hans tre mest berømte og opførte.
- La Bohème (1896) betragtes som et af hans bedste værker og en af verdens mest romantiske operaer. Det og Tosca er nutidens mest populære operaer.
- Tosca (1900) var formentlig Puccinis første forsøg med verisme, den realistiske skildring af det virkelige livs facetter, herunder vold. Den har haft stor operahistorisk betydning for genrens udvikling.
- Madama Butterfly (1904) blev oprindelig mødt med stor fjendtlighed (fortrinsvis organiseret af Puccinis rivaler), men efter efterbearbejdning blev den en af hans mest vellykkede operaer.

Efter 1904 blev der længere mellem kompositionerne. Puccini havde interesse i hurtige biler og var nær blevet dræbt i en større ulykke i 1903. I 1906 døde Giacosa, og i 1909 opstod der skandale efter at Puccinis hustru, Elvira, indgav falske anklager mod deres tjenestepige, Doria Manfredi, for at have en affære med Puccini. Pigen begik selvmord. Elvira blev sagsøgt af hendes familie, og Giacomo måtte betale erstatning. Da Giulio Ricordi, Puccinis redaktør og udgiver, døde i 1912, sluttede Puccinis mest produktive periode.
Puccini afsluttede La fanciulla del West i 1910 og La Rondine i 1917. I 1918 fik Il trittico premiere i New York. Det består af tre operaer à én akt: gyseren  Il tabarro i stil med den parisiske Grand Guignol, den sentimentale tragedie  Suor Angelica og komedien Gianni Schicchi. Af de tre er Gianni Schicchi den mest populære med arien "O mio babbino caro".

## Puccinis sidste år
Da Puccini havde for vane at ryge Toscano-cigarer og cigaretter, begyndte han at klage over kronisk ondt i halsen i slutningen af 1923. Han fik diagnosen halskræft, og det fik hans læger til at anbefale en ny og eksperimenterende strålebehandling i Bruxelles. Puccini og hans kone vidste aldrig, hvor alvorlig canceren var; det gjorde kun sønnen.
Puccini døde den 29. november 1924 efter komplikationer fra behandlingen; ukontrollerede blødninger førte til et hjerteanfald dagen efter operationen. Nyheder om hans død nåede Rom under en opførelse af La Bohème. Operaen blev straks stoppet, og orkestret spillede Chopins Begravelsesmarch for det lamslåede publikum. Han blev begravet i Milano, men i 1926 sørgede hans søn for, at faderen blev overført til et nyoprettet kapel i Puccinis villa i Torre del Lago.
Turandot var ufærdig ved komponistens død, og de sidste to scener blev afsluttet af Franco Alfano med udgangspunkt i efterladte skitser. Der har været tvivl om, om Alfano har fulgt skitserne eller ej, da de siges at være ulæselige, men han menes at have gjort det, eftersom han ud over autografpartituret havde adgang til transskriptioner fra Guido Zuccoli, der var vant til at læse Puccinis håndskrift.
Da Arturo Toscanini dirigerede premieren i april 1926 (for en udsolgt sal, hvor alle de prominente italienere var til stede bortset fra Benito Mussolini), undlod han at spille Alfanos tilføjelser. Da forestillingen nåede til, hvor Puccini havde opgivet arbejdet, stoppede Toscanini orkestret. Dirigenten vendte sig mod publikum og sagde: "Her slutter operaen, for her døde Maestro". (Nogle iagttagere mener, at han, mere poetisk sagde: "Her lagde Maestro pennen". Ligeledes er der vidnesbyrd om, at Toscanini skal have taget dirigentstokken igen og sagt: "Men hans elev gjorde arbejdet færdigt" og spillet operaen til ende til et tordnende bifald.)
Toscanini redigerede Alfanos foreslåede afslutning (»Alfano I«) og skrev den version, der nu kendes som »Alfano II«; det er den, der normalt spilles, omend nogle musikere (fx Ashbrook & Powers, 1991) anser »Alfano I« for at være mere dramatisk komplet.
I 2002 komponerede Luciano Berio en ny slutning ud fra de oprindelige skitser, men den opføres sjældent.

## Politik
I modsætning til Verdi og Wagner synes Puccini ikke at have været politisk aktiv i. Men Mussolini, Italiens fascistiske diktator, hævdede, at Puccini havde ansøgt om optagelse i Partito Nazionale Fascista, det nationale fascistparti. Puccini skulle så have været blandt hans første tilhængere under valgkampen i 1919, hvor det kun fik 4.000 stemmer, men der er ikke dokumentation for ansøgning om optagelse. Hvis Puccini havde ansøgt, ville hans nære ven den antifascistiske Toscanini formentlig have afbrudt alle forbindelser med ham og ophørt med at dirigere hans operaer.
Den fascistiske propaganda brugte Puccini, og en af de mest spillede marcher ved fascistiske ceremonier var "Inno en Roma" (Hymne til Rom) komponeret i 1919 af Puccini til en tekst af Fausto Salvatori på grundlag af disse vers fra Horats' Carmen saeculare:
Alme Sol, curru nitido diem qui

Promis et celas alius que et idem

Nasceris, possis nihil urbe Roma

Visere maius

## Stil
Puccinis stil er affærdiget af musikforskere. Det kan være fordi Puccinis lagde vægt på melodier og en indlysende folkelig appelkraft og manglede "dybde". Puccinis orkestrering viser stærk indflydelse fra Verdi og endda Wagner, der tilpasser specifikke orkestrale konfigurationer og orkesterfarver til det dramatiske øjebliks krav. Hans operaer opviser en enestående beherskelse af orkestrets farver og en særlig evne til at skabe atmosfære gennem orkestret.
Puccinis værkers struktur er bemærkelsesværdig. Selv om det i et vist omfang er muligt at opdele hans operaer i arier eller "numre" (som hos Verdi), fremviser hans partiturer generelt et stærkt konstant flow, måske endnu et udtryk for Wagners indflydelse. Som Wagner anvendte Puccini ledemotiver i forbindelse med roller og følelser. Det er tydeligst i Tosca, hvor de tre akkorder, der markerer indledningen på operaen, bruges i forbindelse med Scarpia: Det nedadgående messingmotiv (vivacissimo con violenza) er forbundet med det diktatoriske regime i Rom. Klarest med Angelotti, en af regimets ofre; harpearpeggio'en i forbindelse med Toscas entré og arien Vissi d'arte, symboliserer Toscas religiøse følelse; den stigende-faldende klarinetskala angiver Marios lidelse og hans kærlighed til Tosca. Flere motiver er knyttet til Mimi og bohemerne i La Bohème og Cio-Cio-Sans selvmord i Madama Butterfly. I modsætning til Wagner er Puccinis motiver statiske: Hvor Wagners motiver udvikler sig til mere komplicerede figurer i samklang med personernes udvikling, forbliver Puccinis uændrede operaen igennem.
Et andet karakteristisk træk ved Puccinis værker er brugen talen som canto parlando: personerne udveksler korte sungne sætninger, som om de var i samtale. Puccini er også kendt for sit melodiske talent, og mange af hans melodier har opnået varig popularitet. I deres simpleste form er de lavet som sekvenser fra skalaen: Quando me'n vo' (Musettas vals) fra La Bohème og E lucevan le stelle fra tredje akt i Tosca. Det er sjældent, at der ikke er Puccini-arier med, når en operasanger udgiver et soloalbum.
Usædvanligt for italienske komponister finder mange af Puccinis operaer sted uden for Italien på eksotiske steder som Japan (Madama Butterfly), guldminernes Californien (La fanciulla del West), Paris og Rivieraen (La Rondine) og Kina (Turandot).
Pullitzer-vinder og musikkritiker Lloyd Schwartz sammenfattede Puccini således: "Er det muligt for et kunstværk at synes både helt oprigtigt i sine hensigter og samtidig falsk og manipulerende? Puccini byggede en stor karriere på disse modsætninger. Men han beundres, fordi han gjorde det både så skamløst og så dygtigt. Hvordan kan man klage over en komponist, hvis musik er så ubønhørligt mindeværdig, selv – måske især – når den er mest sukkersød?"

## Musik
Selv om Puccini primært er kendt for sine operaer, skrev han også en række orkestrale stykker, kirkemusik og kammermusik samt sange for stemme og klaver.

### Operaer
- Le villi, libretto af Ferdinando Fontana (i én akt – premiere på Teatro Dal Verme den 31. maj 1884)
  - Anden version (i to akter – premiere på Teatro Regio Torino 26. december 1884)
  - Tredje version (i to akter – premiere på Teatro alla Scala den 24. januar 1885)
  - Fjerde version (i to akter – premiere på Teatro dal Verme den 7. november 1889)
- Edgar, libretto af Ferdinando Fontana (i fire akter – premiere på Teatro alla Scala den 21. april 1889)
  - Anden version (i fire akter – premiere på Teatro del Giglio den 5. september 1891)
  - Tredje udgave (i tre akter – premiere på Teatro Comunale den 28. januar 1892)
  - Fjerde version (i tre akter – premiere på Teatro Colón i Buenos Aires den 8. juli 1905)
- Manon Lescaut, libretto af Luigi Illica, Marco Praga og Domenico Oliva (premiere på Teatro Regio den 1. februar 1893)
  - Anden version (premiere på Teatro Coccia den 21. december 1893)
- La Bohème, libretto af Luigi Illica og Giuseppe Giacosa (premiere på Teatro Regio Torino den 1. februar 1896)
- Tosca, libretto af Luigi Illica og Giuseppe Giacosa (premiere på Teatro Costanzi den 14. januar 1900)
- Madama Butterfly, libretto af Luigi Illica og Giuseppe Giacosa (i to akter – premiere på La Scala den 17. februar 1904)
  - Anden version (i to akter – premiere på Teatro Grande di Brescia den 28. maj 1904)
  - Tredje version (premiere på Covent Garden, London 10. juli 1905)
  - Fjerde version (premiere på Opéra-Comique i Paris den 28. december 1906)
  - Femte version (premiere på Teatro Carcano den 9. december 1920)
- La fanciulla del West, libretto af Guelfo Civinini, Andrés de Segurola og Carlo Zangarini (premiere på Metropolitan Opera den 10. december 1910)
  - Anden version (premiere på Teatro alla Scala den 29. december 1912)
- La Rondine, libretto af Giuseppe Adami (premiere på operaen i Monte Carlo den 27. marts 1917)
  - Anden version (premiere på operaen i Monte Carlo den 10. april 1920)
  - Tredje version (muligvis premiere på Teatro Verdi den 11. april 1924); orkestrering af tredje akt afsluttet i 1994 af Lorenzo Ferrero (premiere på Teatro Regio di Torino den 22. marts 1994)

- Il trittico (premiere på Metropolitan Opera den 14. december 1918)

Il tabarro, libretto af Giuseppe Adami
Suor Angelica, libretto af Giovacchino Forzano
Gianni Schicchi, libretto af Giovacchino Forzano
- Turandot, libretto af Renato Simoni og Giuseppe Adami (ufuldstændig ved Puccinis død, afsluttet af Franco Alfano: premiere på Teatro alla Scala, 25. april 1926; en alternativ afslutning blev komponeret af Luciano Berio i 2002)

### Andre værker og versioner
- En te (ca.1875)
- Preludio en orkester (1876)
- Plaudite populi (Lucca, 1877)
- Credo (Lucca, 1878)
- Vexilla Regis (1878)
- Messa en quattro voci con orchestra (Lucca, 1880). Offentliggjort i 1951 som Messa di Gloria
- Adagio i A-dur (1881)
- Largo Adagetto i F-dur (ca. 1881-1883)
- Salve del ciel Regina(ca. 1882)
- Mentìa l'avviso (ca. 1882)
- Preludio Sinfonico i A-dur (Milano, 1882)
- Fugues (ca. 1883)
- Scherzo i D (1883)
- Storiella d'amore (1883)
- Capriccio Sinfonico (Milano, 1883)
- Eneste ed amore (1888)
- Crisantemi (strygerkvartet, 1890, "Alla memoria di Amadeo di Savoia Duca d'Aosta")
- Minuetto n. 1 (strygerkvartet, der blev offentliggjort omkring 1892, "Asar Vittoria Augusta di Borbone, Principessa di Capua")
- Minuetto n. 2 (strygerkvartet, der blev offentliggjort omkring 1892, "All'esimio violinista Prof. Augusto Michelangeli")
- Minuetto n.3 (strygerkvartet, der blev offentliggjort omkring 1892, "All'amico maestro Carlo Carignani")
- Piccolo valzer (1894)
- Avanti Urania! (1896)
- Scossa elettrica (1896)
- Inno en Diana (1897)
- E l'uccellino (1899)
- Terra e mare (1902)
- Canto d'anime (1904)
- Requiem (27. januar 1905, Milano)
- Casa Mia, casa mia (1908)
- Sogno d'or (1913)
- Pezzo per Pianoforte (1916)
- Morire? (ca. 1917) – Denne sang blev transponeret til G-dur og komponeret til anden tekst i første revision af La Rondine under navnet "Parigi è la Città dei desideri " som sunget af Ruggero i første akt. Udover tonearten og tekstændringerne er musikken uændret.
- Inno en Roma (1. juni 1919, Rom)

## Centre for Puccini Studies
Centro Studi Giacomo Puccini er grundlagt i 1996 i Lucca og omfatter en bred vifte af tilgange til studiet af Puccinis værk.
I USA har American Center for Puccini Studies specialiseret sig i usædvanlige opførelseseditioner af komponistens værker, ligesom centret præsenterer offentligheden for mange oversete eller ukendte Puccini-stykker. Centret blev grundlagt i 2004 af en ledende Puccini-kunstner og videnskabsmand, Dr. Harry Dunstan.

## Lytteprøver
| Første akt: "Donna non vidi mai" |
|                                  |
| Sunget af Enrico Caruso i 1913.  |

| Første akt: "Recondita armonia"                              |
|                                                              |
| Enrico Carusos opførelse af of "Recondita armonia" fra 1907. |

| Finalen på første akt                                |
|                                                      |
| Af Pasquale Amato og Metropolitan Operas kor i 1914. |

| Anden akt: "Vissi d'arte"                                              |
|                                                                        |
| Emmy Destinns optagelse fra 1914 af "Vissi d'arte" for Edison Records. |

| Tredje akt: "E lucevan le stelle"                                     |
|                                                                       |
| "E lucevan le stelle" sunget af Leo Slezak i 1913 for Edison Records. |

| "O mio babbino caro"                                                    |
|                                                                         |
| "O mio babbino caro" fra Gianni Schicchi sunget af Frances Alda i 1919. |

| Preludio Sinfonico |  |
|                    |  |
|                    |  |

## Eksterne links
- Giacomo Puccini på gravsted.dk

- Giacomo Puccini Arkiveret 10. januar 2010 hos  Wayback Machine
- San Diego Opera: Operapaedia Arkiveret 16. september 2006 hos  Wayback Machine
- Centro Studi di Giacomo Puccini
- American Center for Puccini Studies
- Festivalen: Puccini e la sua Lucca
- Giacomo Puccini på Encyclopaedia Britannica
- Cylinderoptagelser af Puccinis musik fra Cylinder Preservation and Digitization Project ved University of California, Santa Barbara.
- Frit tilgængelige noder af Giacomo Puccini i Werner Icking Music Archive (WIMA)
- Manon Lescaut Arkiveret 17. februar 2007 hos  Wayback Machine
- Puccinis musik brugt i film
- Gratis MP3-filer fra Puccinis operaer Arkiveret 22. oktober 2007 hos  Wayback Machine
- Puccini-optagelser der er public domain Arkiveret 17. december 2009 hos  Wayback Machine
- Frie noder af Giacomo Puccini i International Music Score Library Project